# Eveliina Ala-Kulju
Pour les articles homonymes, voir Ala (homonymie).
Eveliina Ala-Kulju, née Ojala le 27 octobre 1867 à Lehtimäki (grand-duché de Finlande, Empire russe) et morte le 3 juin 1940 à Seinäjoki (Finlande), est une femme politique finlandaise membre du Parti finlandais puis du Parti de la coalition nationale. Elle est députée entre 1907 et 1910 puis entre 1914 et 1919, comptant parmi les premières femmes parlementaires de l'histoire du pays.

## Biographie

### Origines, famille et débuts professionnels
Ses parents sont originaires d'Ylistaro. Elle naît durant une période de famine. En 1870, la famille s'installe à Kuortane, où le père d'Eveliina Ojala est professeur. Durant sa jeunesse, elle est sensibilisée aux activités intellectuelles (littérature, musique) et connaît un fort éveil national et patriotique. La famille rencontre par exemple le fennomane Lauri Kivekäs et la pionnière de l'éducation féminine Ottilia Stenbäck. Comme sa fratrie, Eveliina Ojala reçoit par ailleurs une solide éducation religieuse, ses parents étant membres du Réveil.
Après ses études, elle devient professeure d'école à Kuortane à partir de 1885 puis à Karstula à partir de 1887. Après cela, elle travaille comme femme de ménage à Kuortane et aux États-Unis ; elle est aussi gérante d'un magasin à Kuortane.
Elle épouse Juho Poikonen en 1890. Il se rend au Minnesota pour gagner de l'argent. Elle reste à la maison avec leur fille. Cependant, celle-ci meurt, tandis que Juho Poikonen tombe gravement malade. En 1893, Eveliina Poikonen se rend donc en Amérique chercher son mari avec ses dernières économies. Il meurt peu après son retour en Finlande. Eveliina, qui a donné naissance à son deuxième enfant, dirige une cantine pour mineurs et fonde une école du dimanche pour les ouvriers.
Eveliina Poikonen retourne à Kuortanee en 1894 et se remarie avec Aleksanteri Ala-Kulju en 1897 ; le couple a un fils, Reino Ala-Kulju (en), qui deviendra député. Au même moment, elle travaille dans une ferme.

### Militantisme et carrière politique
Eveliina Ala-Kulju se présente aux élections législatives de 1907 sur la liste du Parti finlandais dans la circonscription orientale du comté de Vaasa. Élue, elle devient l'une des 19 premières femmes parlementaires de l'histoire du pays. Elle est réélue en 1908 et en 1909, siégeant jusqu'en février 1910. Pendant son mandat au Parlement, elle se fait remarquer pour ses qualités oratoires et sa maîtrise des sujets. Elle met particulièrement en avant ceux liés à l'amélioration du statut des femmes et à la promotion de l'éducation à domicile.
Elle est réélue députée dans la circonscription sud du comté de Vaasa entre 1914 et 1919. Membre du Parti finlandais à partir de 1907, elle rejoint en 1919 le Parti de la coalition nationale, notamment son comité féminin.
Elle publie des déclarations patriotiques et participe aux préparatifs de l'indépendance de la Finlande. Durant la guerre de 1918, elle est du côté des Blancs.
En parallèle de ses activités parlementaires, Eveliina Ala-Kulju s'implique sur le sujet des orphelinats. En 1912, elle devient conférencière pour l'éducation à domicile. Au fil de ses déplacements, elle souligne l'importance de la sobriété et de passe-temps agréables pour que les familles accèdent au bonheur. Elle est présidente de l'Association d'enseignement à domicile entre 1912 et 1940. Dans sa ville natale de Kuortane, elle est par ailleurs membre du conseil d'administration scolaire et de clubs de tempérance et progressistes.

## Décorations
- Ordre de la croix de la Liberté[1]
- Ordre de la Rose blanche[1]